# Johanneskirche (Kahren)

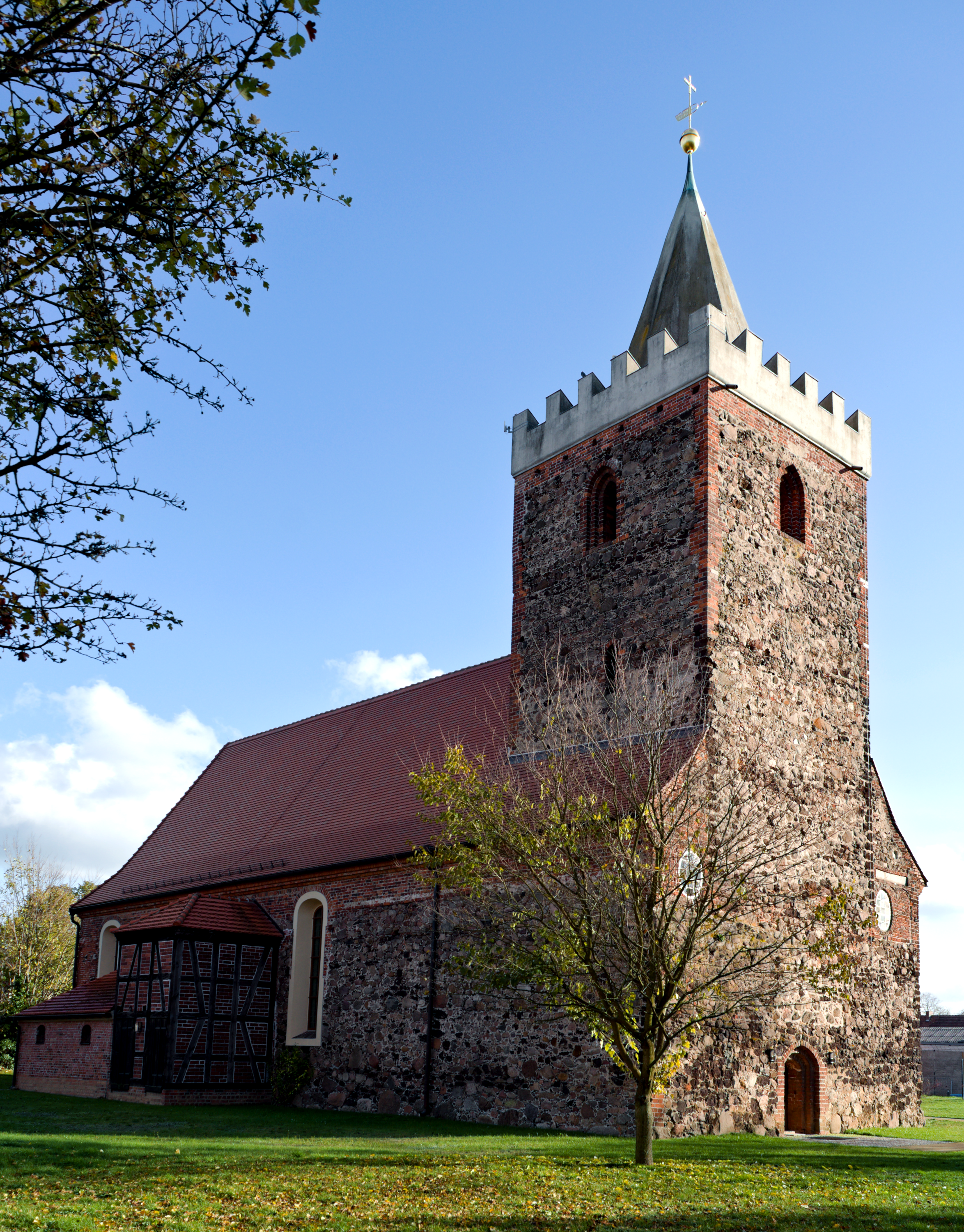
Dorfkirche Kahren (2019)

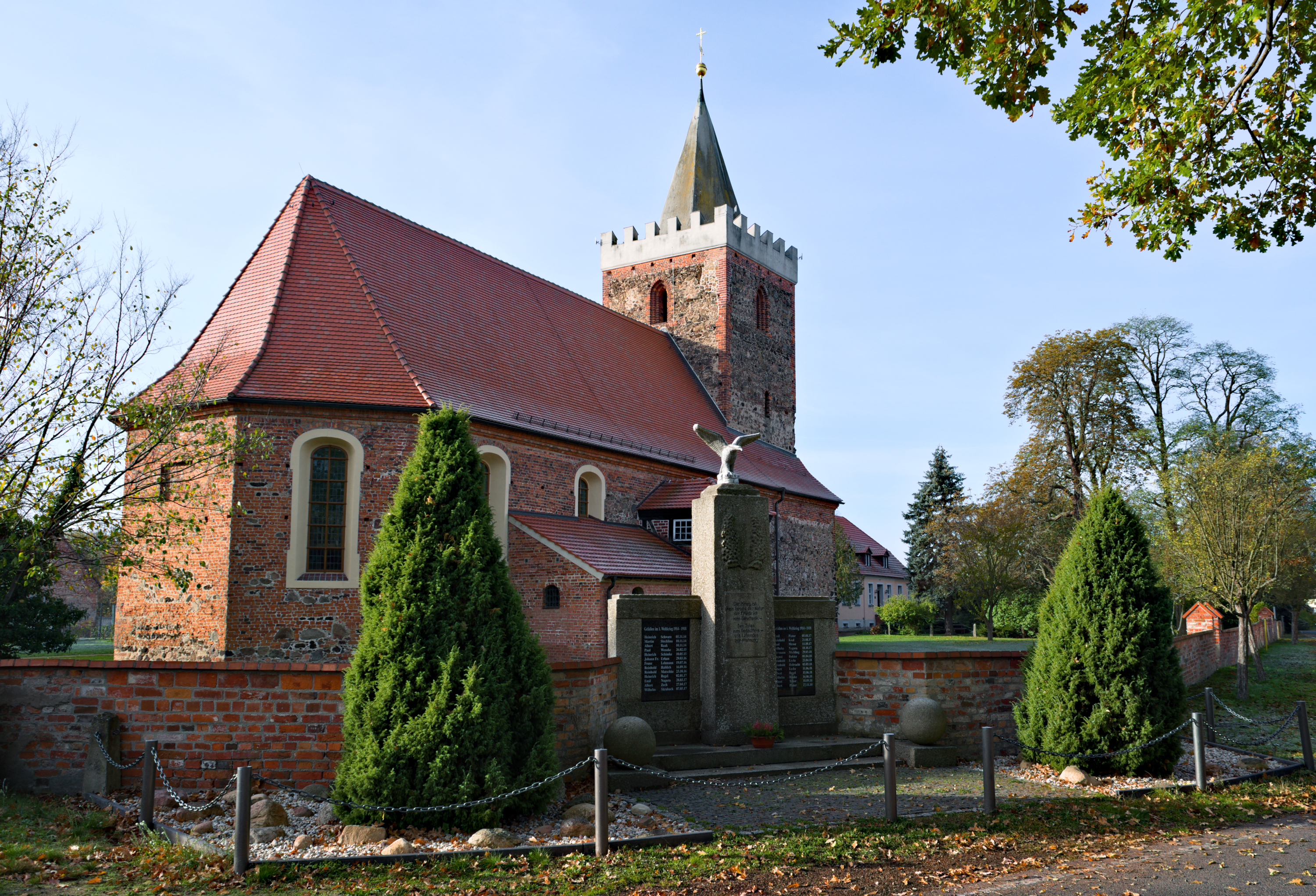
Johanneskirche Kahren, im Vordergrund das Kriegerdenkmal (2019)

Die Johanneskirche ist eine evangelische Pfarrkirche in Kahren, einem Ortsteil der Stadt Cottbus in Brandenburg. Sie wurde im 15. Jahrhundert gebaut und war ursprünglich Johannes dem Täufer geweiht. Die Kirche gehört der Kirchengemeinde Kahren-Komptendorf im Kirchenkreis Cottbus der Evangelischen Kirche Berlin-Brandenburg-schlesische Oberlausitz und ist ein eingetragenes Baudenkmal in der Denkmalliste des Landes Brandenburg.

## Geschichte und Architektur

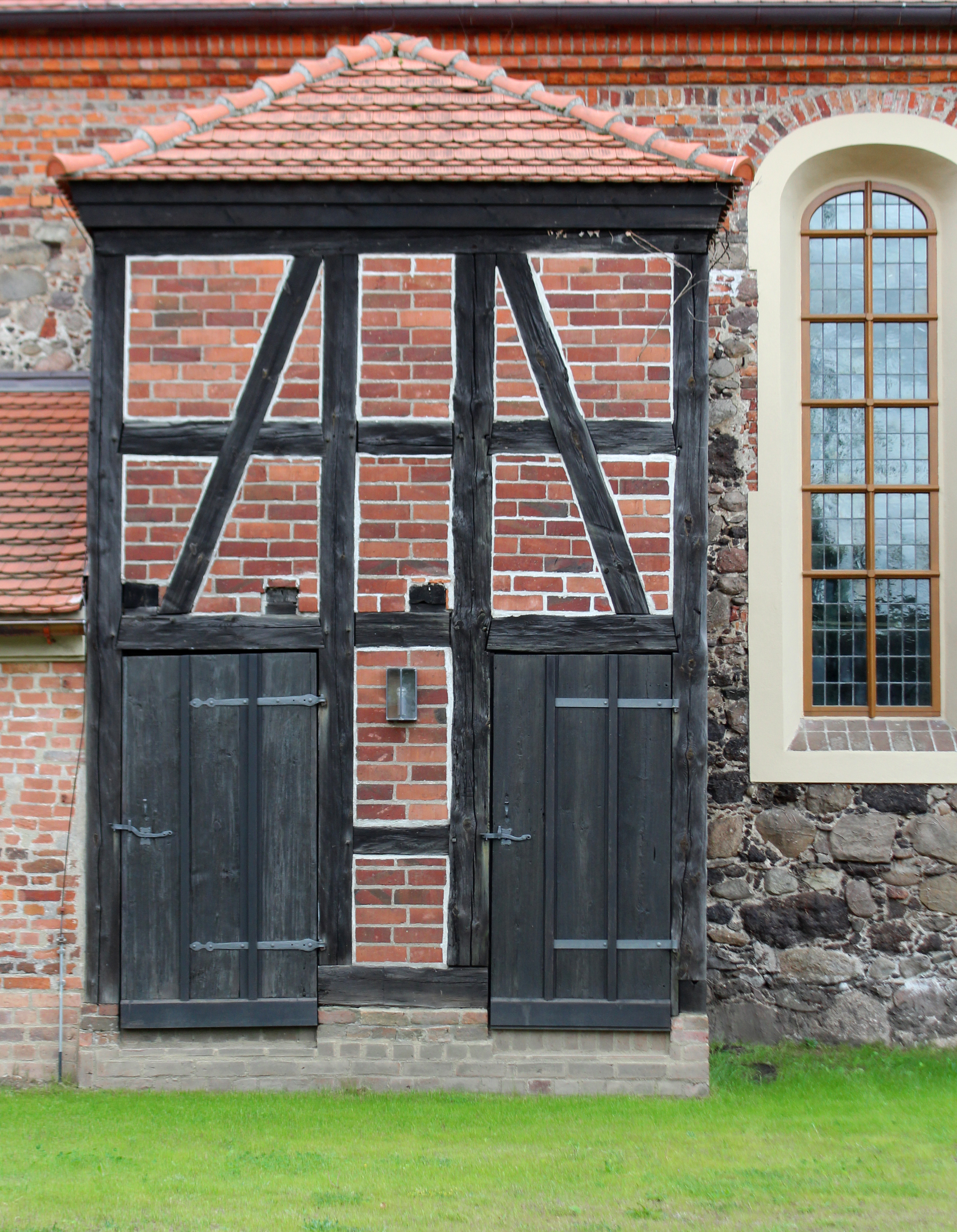
Vorhalle an der Nordseite (2013)

Eine Kirche in Kahren wird bereits in der Kopie der Kirchenmatrikel des Bistums Meißen von 1495 erwähnt, Kahren gehörte damals zum Sedes Cottbus. Die heutige einschiffige Saalkirche ist ein spätgotischer Bau aus grobgefügten Feld- und Raseneisensteinen und wurde gegen Ende des 15. oder Anfang des 16. Jahrhunderts errichtet. Der westliche Querbau mit Dachturm ist vermutlich älter und stammt von einem Vorgängerbau. Im Jahr 1706 wurde der polygonale Ostschluss aus Backstein ergänzt. Ebenfalls zu dieser Zeit wurden das Westportal erneuert und die Fenster barock verändert. Im 19. Jahrhundert folgten symmetrische Anbauten aus Fachwerk mit Backsteingefachen an der Nord- und Südseite.
Im Zweiten Weltkrieg wurde die Kirche durch Bomben- und Splitterwirkung beschädigt. Eine Sanierung des Kirchengebäudes war während der DDR-Zeit nicht möglich, da der Ort Kahren dem Braunkohlebergbau devastiert werden sollte. Erst seit 1990 kann sich die Gemeinde um die Erhaltung ihrer Kirche kümmern. Der Dachstuhl wurde 2010 u. a. mit Landesmitteln saniert.
Das Kirchenschiff hat hohe Segmentbogenfenster mit geputzten Gewänden. Die im Süden und Norden angebauten Vorhallen sind mit Walmdächern überzogen, an der südlichen Vorhalle schließt sich eine niedrige Sakristei mit Pultdach an. An der Nordwand ist noch ein vermauertes Rundbogenportal zu erkennen. Im Westen befindet sich ein Portal mit Gewänden aus Ziegelmauerwerk, der vollständig eingezogene Turm wird von zwei Ochsenaugenfenstern flankiert. Der Turm hat an allen Seiten jeweils eine spitzbogige Schallluke und wird mit einem Zinnenkranz abgeschlossen, darüber befindet sich ein achtseitiger Spitzhelm mit Turmkugel und Wetterfahne. Der Innenraum hat eine Flachdecke und eine Empore.

## Ausstattung
Der hölzerne Altaraufsatz aus dem 16. Jahrhundert hat einen mehrgeschossigen Ädikulaaufbau und zeigt Darstellungen von der Opferung Isaaks, dem Abendmahl und der Anbetung der Hirten. Das Altarkruzifix wurde 1791 gefertigt. Die Restaurierungsarbeiten am Altar begannen Anfang der 1990er Jahre. Die Kanzel von 1706 ist ein Schnitzwerk, vermutlich von dem Muskauer Meister Maximilian Dreißigmark. Die Kanzeldekorbfelder zeigen den Salvator, die vier Evangelisten und die Stifterwappen.
An die Weihe der Kirche erinnert die aus dem 15. Jahrhundert stammende Johannesschüssel mit dem Kopf. Des Weiteren ist die Kirche mit einem schwebenden Taufengel aus dem 18. Jahrhundert ausgestattet. Dazu gehört eine Taufschüssel von 1704 mit dem Allianzwappen der Familien von Pannwitz und von Lüderitz.

## Kirchengemeinde

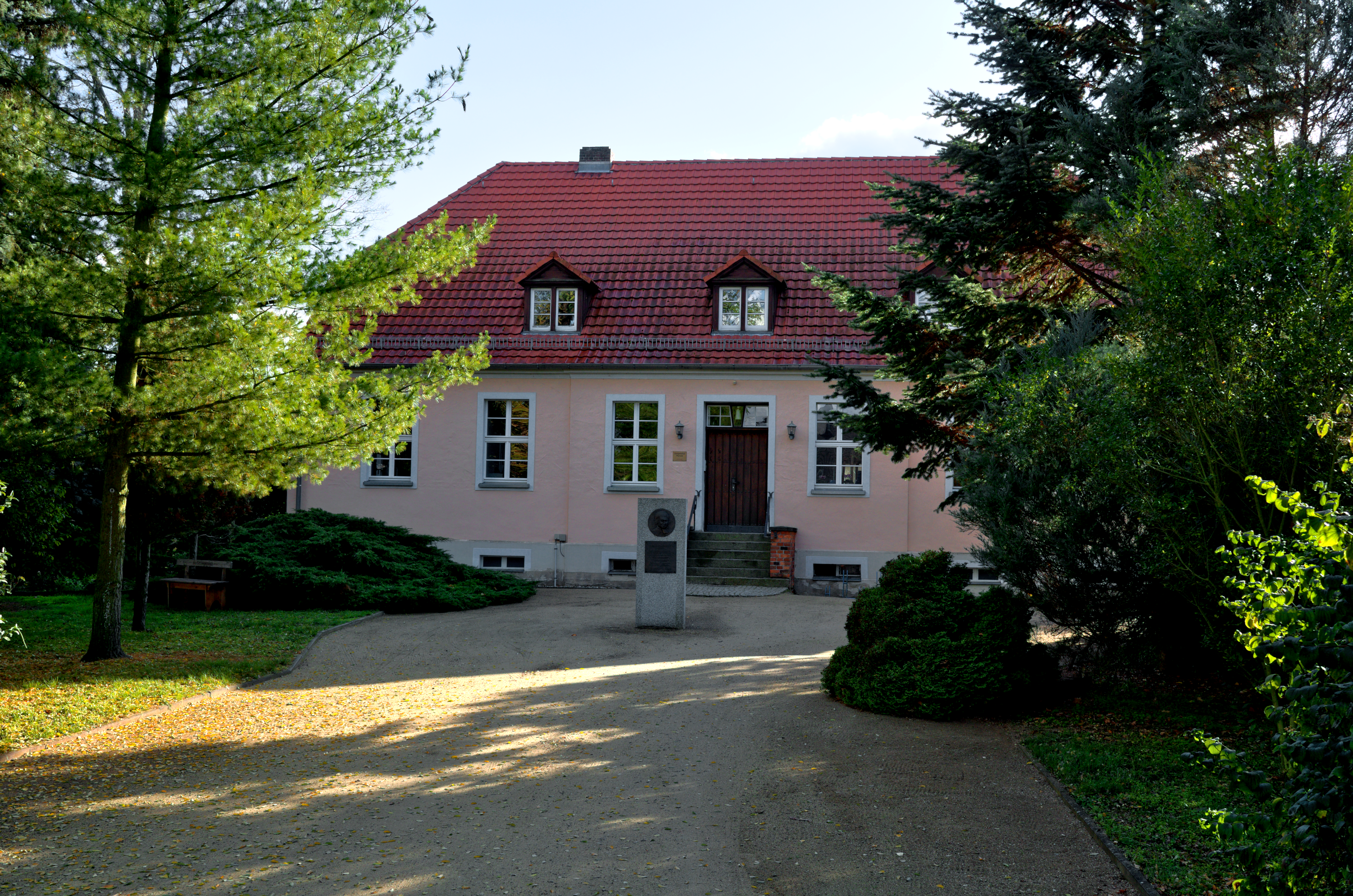
Das Pfarrhaus der Evangelischen Kirchengemeinde Kahren-Komptendorf

Die frühere Kirchengemeinde Kahren umfasste neben dem Pfarrdorf Kahren noch die Orte Frauendorf, Haasow, Kathlow, Koppatz und Neuhausen. Erster evangelischer Pfarrer nach der Reformation war Johann Richter (1584–1647), dessen ganzfigürlicher Reliefgrabstein an der Kirchenwand erhalten ist. Von 1702 bis 1708 war Johann Gottlieb Fabricius als Pfarrer in Kahren tätig. Der sorbische Volkskundler Arnošt Muka bezeichnete die Kirchengemeinde Kahren im Jahr 1884 noch als „rein sorbisch“. Zu dieser Zeit fanden jeden Sonntag Gottesdienste sowohl in deutscher als auch in sorbischer Sprache statt.
Bis 1945 gehörte die Kirchengemeinde Kahren als Teil der Superintendentur Cottbus zur Evangelischen Landeskirche der älteren Provinzen Preußens und nach deren Zerfall zur Evangelischen Kirche in Berlin-Brandenburg. Diese ging im Januar 2004 in der Evangelischen Kirche Berlin-Brandenburg-schlesische Oberlausitz auf. Am 1. Juli 2013 wurde die Kirchengemeinde Kahren mit der Kirchengemeinde Komptendorf zur Kirchengemeinde Kahren-Komptendorf vereinigt.

## Förderkreis der Johanneskirche
Im Mai des Jahres 2005 gründete sich der „Förderkreis der Johanneskirche zu Kahren“. Die Gründung erfolgte auf Initiative des Vorsitzenden Herrn Sieghard von Pannwitz. Als Ziel der Arbeit des Förderkreises beschreibt die Satzung die Förderung der Erhaltung und Restaurierung der kunsthistorisch bedeutsamen Innenausstattung.